# Темний кристал
«Темний кристал» (англ. The Dark Crystal) — фентезійний пригодницький фільм 1982 року, виконаний за технологією лялькової анімації. Створений Джимом Генсоном і Френком Озом, дизайн ляльок розробляв Браян Фрауд. Пізніше Фрауд та Оз працювали також над фільмом «Лабіринт» (1986).
У 2019 році було випущено телесеріал-приквел «Темний кристал: Доба опору».

## Сюжет
Тисячу років життя на планеті Тра підтримував Кристал Істини. Коли він розколовся, його охоронці розділилися на два види кожен: хаотичних скексів і мирних містиків. Скекси заволоділи більшим уламком, відомим як Темний Кристал, з допомогою якого поглинали енергію живих істот для подовження свого життя. Внаслідок цього світ Тра став занепадати. Бачачи загибель природи, містики виконують обряд, що пришле їм рятівника.
Юний гелфінг на ім'я Джен — істота, схожа на ельфа, живе в долині містиків. Він сирота, що втратив батьків під час війни зі скексами, і останній з гелфінгів. Наставник Джена помирає та розповідає пророцтво, що Джену судилося знайти уламок Кристала істини та подолати скексів. Він повинен відшукати уламок до того часу як три сонця Тра зійдуться, інакше зло запанує назавжди. Наставник радить вирушити до Орги — колишньої охорониці Кристала. В той же час імператор скексів Скек-Со також помирає. Скекс-скарбник на ім'я Скек-Сіл хапає скіпетр імператора та проголошує себе новим правителем. Тоді від нього вимагають пройти випробування — розрубати мечем камінь. Йому не вдається, скекс-генерал Скек-Унг розрубує камінь і стає імператором, а Скек-Сіла виганяють. У кристалі виникає видіння Джена. Боячись пророцтва, скекси посилають навздогін механічних крабів гардґімів.
Джен знаходить у пустелі Оргу, котра приводить його до своєї печери. В печері сховано планетарій, який дозволяє передбачати майбутнє. Орга розповідає про наближення сполучення сонць, яке завжди означає або кінець, а початок чогось. Вона дає три уламка, з яких Джен впізнає справжній, зігравши музику містиків. До печери вриваються гардґіми, та Джену вдається втекти.
Подорожуючи крізь ліс, Джен зустрічає ще одну з гелфінгів — Кіру. Гардґіми доставляють Оргу в палац скексів, переплутавши її з гелфінгом. Кіра з Дженом прибувають до селища карликів подлінгів, але гардґіми знаходять їх. Скек-Сіл зупиняє нападників, завдяки чому гелфінги тікають. Вони натрапляють на руїни міста свого народу, де знаходять записане пророцтво. Скек-Сіл наздоганяє їх і вмовляє прийти в замок домовитися про мир. Джен з Кірою не довіряють йому, але вирішують, що повинні принести уламок до Кристала.
Вчений Скек-Тек переробляє полонених подлінгів на есенцію, та вона не діє так добре, як есенція гелфінгів. Гардґіми оточують Джена з Кірою, але Кіра розправляє крила та, схопивши Джена, відлітає. Обоє знаходять потаємний вхід до замку, що веде в печери. Скек-Сіл схоплює Кіру, а на Джена обвалює камені. Він приводить Кіру до імператора, котрий наказує вбити її, але решта скексів вимагають спершу витягнути з неї есенцію. Скек-Сіла за це приймають назад.
Джен вибирається з-під завалу та подумки закликає Кіру опиратися. Вона відчуває це і голосом спонукає тварин, замкнених у замку, вирватися на свободу. Вони нападають на Скек-Тека і той падає в лаву. Один з містиків також при цьому гине. Кіра звільняється, а Джен тим часом потрапляє до шахти Кристала.
Містики приходять до замку, коли три сонця сходяться воєдино. Джен наближається до Кристала, та скекси теж приходять туди, сподіваючись, що Кристал під світлом трьох сонць дасть їм невичерпну енергію. Джен стрибає на кристал, але впускає уламок. Тоді Кіра, скориставшись крилами, підбирає його та кидає назад. Слідом імператор вдаряє її кинджалом. Джен сполучає уламки Кристала, що починає світитися, руйнуючи замок. Містики входять до зали з Кристалом, де зливаються зі скексами в одних істот урскексів.
Урскекси дякують Джену та оживлюють Кіру, після чого вирушають в інші світи, залишивши Кристал жителям Тра.

## У ролях
| Актор         | Роль           |
| ------------- | -------------- |
| Джим Генсон   | Джен           |
| Френк Оз      | Огра           |
| Кетрін Маллен | Кіра           |
| Дейв Гольц    | Фіззгіг        |
| Баррі Деннен  | Камергер голос |

## Створення фільму

Оригінальний костюм скесиса скекУнг виставлений в Центрі лялькового мистецтва в столиці штату Джорджія місті Атланта.

Лялька містика урРу виставлена в Національному музеї американської історії в столиці США місті Вашингтон.

### Виробництво
Зйомки фільму проходили в Англії, Велика Британія.

### Знімальна група
- Кінорежисери — Джим Генсон, Френк Оз
- Сценаристи — Девід Оделл, Джим Генсон
- Кінопродюсери — Джим Генсон, Гері Курц
- Виконавчі продюсери — Лев Грейд, Девід Лейзер
- Композитор — Тревор Джонс
- Кінооператор — Освальд Морріс
- Кіномонтаж — Ральф Кемплен
- Художник-постановник — Гаррі Ланге
- Артдиректори — Браян Акленд-Сноу, Террі Акленд-Сноу, Джон Маршалл, Малкольм Стоун
- Художники по костюмах — Браєн Фрауд[2].

### Саундтреки
| Виконавець    | Назва пісні     | Автори       |
| ------------- | --------------- | ------------ |
| Ліза Максвелл | «Gelfling Song» | Тревор Джонс |
|               | «The Pod Dance» | Тревор Джонс |

## Сприйняття

### Критика
Фільм отримав позитивні відгуки. На сайті Rotten Tomatoes оцінка стрічки становить 78 % схвальних відгуків і 81 % від глядачів із середньою оцінкою 4/5. На Internet Movie Database середня оцінка — 7,1/10.

### Номінації та нагороди
| Нагороди та номінації фільму «Темний кристал» | Нагороди та номінації фільму «Темний кристал»       | Нагороди та номінації фільму «Темний кристал» | Нагороди та номінації фільму «Темний кристал» | Нагороди та номінації фільму «Темний кристал» | Нагороди та номінації фільму «Темний кристал» |
| Рік                                           | Кінофестиваль/кінопремія                            | Категорія/нагорода                            | Номінант                                      | Результат                                     |                                               |
| --------------------------------------------- | --------------------------------------------------- | --------------------------------------------- | --------------------------------------------- | --------------------------------------------- | --------------------------------------------- |
| 1983                                          | «Сатурн»                                            | Найкращий фільм-фентезі                       | «Темний кристал»                              | Перемога                                      |                                               |
| 1983                                          | «Сатурн»                                            | Найкращі спецефекти                           | Рой Філд, Браян Смітіс                        | Номінація                                     |                                               |
| 1983                                          | «Сатурн»                                            | Найкращий постер                              | «Темний кристал»                              | Номінація                                     |                                               |
| 1983                                          | Міжнародний фестиваль фантастичних фільмів у Авор'ї | Гран-прі                                      | Джим Генсон, Френк Оз                         | Перемога                                      |                                               |
| 1983                                          | «Г'юго»                                             | Найкраща постановка                           | Джим Генсон, Френк Оз, Гері Курц, Девід Оделл | Номінація                                     |                                               |
| 1984                                          | БАФТА                                               | Найкращі візуальні спецефекти                 | Рой Філд, Браян Смітіс, Єн Вінгроу            | Номінація                                     |                                               |
| 2008                                          | «Сатурн»                                            | Найкраще DVD-видання класичного фільму        | «Темний кристал»                              | Номінація                                     |                                               |

### Касові збори
«Темний кристал» входить у трійку найкасовіших лялькових анімаційних фільмів усіх часів, особливо враховуючи внутрішні збори в США. Його збори склали $40,577 млн по світу, що зробило фільм 16-им найкасовішим у 1982 році.

## Супутня продукція
- «Світ Темного Кристала» (англ. The World of the Dark Crystal, 1982) — енциклопедія персонажів та істот світу Тра. Перевидана в 2003 році[8].
- «Легенди Темного Кристала» (англ. Legends of the Dark Crystal, 2007—2010) — манґа в 2-х томах, що описує події воєн гардґімів за 200 років до подій фільму. Зосереджена на житті гелфінга Лара, котрий рятується зі знищеного селища та приєднується до повстання проти скексів[9][10].
- «Темний Кристал: міфи про створення» (англ. The Dark Crystal: Creation Myths, 2011) — графічний роман у 3-х томах, який описує події глибокої давнини до розколу Кристала, що привели до подій фільму. Оповідь ведеться від імені прийомного сина Огри, Рауніпа[11][11].
- «Сила Темного Кристала» (англ. The Power of the Dark Crystal, 2017—2018) — серія коміксів у 4-х томах, заснована на сценарії невипущеного однойменного фільму, котрий готувався в 2005 році. Події відбуваються за багато років після подій фільму. Джен і Кіра відродили народ гелфінгів і тепер правлять ним. Та підземні жителі у-муни викрадають уламок Кристала, що потрібен їм для порятунку внутрішнього сонця Тра. Гелфінг Келшо та у-мунка Турма вирушають під землю врятувати тамтешній світ[12][13]. Цей комікс було видано українською мовою видавництвом «Molfar Comics» у 2019 році[14].
- «Під Темним Кристалом» (англ. Beneath the Dark Crystal, 2018—2019) — продовження «Сили Темного Кристала» в 3-х томах. На Кеншо покладається обов'язок стати лідером Тра, тоді як Турма лишилася правити підземним світом і на її трон з'являється несподіваний претендент[15].